# Copa del Mundo de ciclismo en pista de 1996
La Copa del Mundo de ciclismo en pista de 1996 es la 4.ª edición de la Copa del Mundo de ciclismo en pista. Se celebró del abril al junio de 1996 con la disputa de cinco pruebas.

## Pruebas
| Fecha         | Lugar         |
| ------------- | ------------- |
| abril de 1996 | Cali          |
| abril de 1996 | La Habana     |
| maig 1996     | Atenas        |
| maig 1996     | Busto Garolfo |
| juny 1996     | Cottbus       |

## Resultados

### Masculinos
| Evento                  | Ganador                                                            | Segundo                                                    | Tercero                                                     |
| Cali                    | Cali                                                               | Cali                                                       | Cali                                                        |
| ----------------------- | ------------------------------------------------------------------ | ---------------------------------------------------------- | ----------------------------------------------------------- |
| Keirin                  | Marty Nothstein                                                    | Laurent Gané                                               | Federico Paris                                              |
| Km. contrarreloj        | José Manuel Moreno Periñán                                         | Graham Sharman                                             | Dimitrios Georgalis                                         |
| Velocidad               | Marty Nothstein                                                    | Anthony Peden                                              | Sean Eadie                                                  |
| Velocidad por equipos   | Bandera de Italia                                                  | Bandera de Grecia                                          | Bandera de Rusia                                            |
| Persecución             | Juan Martínez Oliver                                               | Jérôme Neuville                                            | Walter Pérez                                                |
| Persecución por equipos | Adolfo Alperi Joan Llaneras Juan Martínez Oliver Bernando González | Walter Pérez Edgardo Simón Gonzalo García Gabriel Curuchet | Jhon Freddy García Yiovani López Víctor Herrer Marlon Pérez |
| Puntuación              | Joan Llaneras                                                      | Juan Curuchet                                              | Marlon Pérez                                                |
| Madison                 | Gabriel Curuchet Juan Curuchet                                     | Hermann Gretener Alexander Aeschbach                       | Cornelius Post Dirk-Jan van Hameren                         |
| La Habana               |                                                                    |                                                            |                                                             |
| Keirin                  | Marty Nothstein                                                    | -                                                          | -                                                           |
| Km. contrarreloj        | Graham Sharman                                                     | Hervé Robert Thuet                                         | José Antonio Escuredo                                       |
| Velocidad               | Marty Nothstein                                                    | -                                                          | -                                                           |
| Persecución             | Juan Martínez Oliver                                               | Graham Obree                                               | -                                                           |
| Persecución per equipos | Joan Llaneras Juan Martínez Oliver                                 | Bandera de Argentina                                       | Bandera de Estados Unidos                                   |
| Puntuación              | Joan Llaneras                                                      | Wolfgang Kotzmann                                          | -                                                           |
| Madison                 | Gabriel Curuchet Juan Curuchet                                     | -̟                                                          | -                                                           |
| Atenas                  |                                                                    |                                                            |                                                             |
| Km. contrarreloj        | Sören Lausberg                                                     |                                                            |                                                             |
| Velocidad               | Curt Harnett                                                       | Eyk Pokorny                                                | Pavel Buráň                                                 |
| Velocidad por equipos   |                                                                    |                                                            | Dimitris Georgalis Georgios Chimonetos Lampros Vasilopoulos |
| Persecución             | Heiko Szonn                                                        |                                                            |                                                             |
| Persecución por equipos | Bandera de Alemania                                                |                                                            |                                                             |
| Puntuación              | Joan Llaneras                                                      | Bruno Risi                                                 | Andreas Beikirch                                            |
| Busto Garolfo           |                                                                    |                                                            |                                                             |
| Keirin                  | Marty Nothstein                                                    |                                                            |                                                             |
| Velocidad               | Curt Harnett                                                       | Gary Neiwand                                               | Roberto Chiappa                                             |
| Persecución por equipos | Bandera de Rusia                                                   | Bandera de España                                          | Bandera de Francia                                          |
| Cottbus                 |                                                                    |                                                            |                                                             |
| Km. contrarreloj        | Ainārs Ķiksis                                                      | José Antonio Escuredo                                      | Michael Scheurer                                            |
| Velocidad               | Bill Clay                                                          | Ainārs Ķiksis                                              | Viesturs Berzins                                            |
| Persecución             | Andrea Collinelli                                                  | Jens Lehmann                                               | Edouard Gritsoun                                            |
| Persecución por equipos | Bandera de Italia                                                  | Bandera de Alemania                                        | Chris Newton Rob Hayles Matt Illingworth Bryan Steel        |
| Puntuación              | Bruno Risi                                                         | Joan Llaneras                                              | Marco Villa                                                 |
| Madison                 | Peter Pieters Cornelius Post                                       | Steffen Blochwitz Carsten Wolf                             | Scott McGrory Matthew Allen                                 |

### Femeninos
| Evento              | Ganadora                 | Segunda                  | Tercera               |
| Cali                | Cali                     | Cali                     | Cali                  |
| ------------------- | ------------------------ | ------------------------ | --------------------- |
| 500 m. contrarreloj | Antonella Bellutti       | Oksana Gríshina          | Daniela Larreal       |
| Velocidad           | Oksana Gríshina          | Daniela Larreal          | Galina Enioukhina     |
| Persecución         | Antonella Bellutti       | Yoanka González          | Rasa Mažeikytė        |
| Puntuación          | Belem Guerrero           | Jessica Grieco           | Daniela Larreal       |
| La Habana           |                          |                          |                       |
| 500 m. contrarreloj | Olga Slyusareva          |                          |                       |
| Velocidad           | Olga Slyusareva          |                          |                       |
| Atenas              |                          |                          |                       |
| 500 m. contrarreloj | Félicia Ballanger        | Oksana Gríshina          | Annett Neumann        |
| Velocidad           | Félicia Ballanger        | Oksana Gríshina          | Annett Neumann        |
| Persecución         | Antonella Bellutti       | Judith Arndt             | Yvonne McGregor       |
| Puntuación          | Nathalie Lancien-Even    | Zulfià Zabírova          | Maureen Kaila Vergara |
| Busto Garolfo       |                          |                          |                       |
| Velocidad           | Félicia Ballanger        | Michelle Ferris\|AUS}}   | Oksana Gríshina       |
| Persecución         | Marion Clignet           | Antonella Bellutti       | Lucy Tyler-Sharman    |
| Cottbus             |                          |                          |                       |
| 500 m. contrarreloj | Félicia Ballanger        | Olga Gríshina            | Kathrin Freitag       |
| Velocidad           | Félicia Ballanger        | Olga Gríshina            | Kathrin Freitag       |
| Persecución         | Jeannie Quigley-Eickhoff | Rasa Mažeikytė           | Yoanka González       |
| Puntuación          | Nathalie Lancien-Even    | Jeannie Quigley-Eickhoff | Rita Razmaitė         |

## Clasificaciones
| Rang | País    | Total |
| ---- | ------- | ----- |
| 1    | Francia |       |